# ميخائيل ديفيس (كاتب)
ميخائيل ديفيس (بالإنجليزية: Michael Davis)‏ هو كاتب بريطاني، ولد في 1946.